# Peter Jackson (pugile)
Peter Jackson, detto Black Prince (Christiansted, 3 luglio 1861 – 13 luglio 1901), è stato un pugile australiano.
La International Boxing Hall of Fame lo ha riconosciuto fra i più grandi pugili di ogni tempo.

## Gli inizi
Sebbene la sua famiglia fosse originaria della Giamaica, era nato nell’isola caraibica di Christiansted, a quel tempo appartenente alla Danimarca, da un cambusiere di una grande proprietà, anch’egli di nome Peter Jackson, a propria volta figlio di uno schiavo liberato.
Dopo una buona educazione scolastica basica, Peter divenne marinaio e nel 1880, a diciannove anni, approdò in Australia, dove prese a lavorare in un hotel costiero.
Fù nel 1882, a Brisbane, che Peter Jackson cominciò a praticare il pugilato sotto le indicazioni di Larry Foley, vecchio campione di bare-knuckle.
Dopo un brillante avvio di carriera, il 25 settembre del 1886 affrontò Tom Lees, per il titolo australiano dei massimi, avendone ragione sulla distanza delle trenta riprese.
Il 18 aprile del 1888 salpò per gli Stati Uniti e per la Gran Bretagna.

## La carriera
Tra il 1888 ed il 1892 combatté con ventotto degli uomini più forti del mondo anglosassone, non uscendone mai sconfitto.
Il 21 maggio del 1891, a San Francisco, lui e James J. Corbett si affrontarono in un epico match sulle sessantuno riprese, terminato in un no-contest.
Dopo quell’incontro, il campione John L. Sullivan rifiutò di mettere in palio il proprio titolo mondiale contro un nero.
Pure Corbett, una volta divenuto padrone del mondiale, si guardò bene dall'incontrare nuovamente il Principe Nero ma, da gentiluomo qual si dice egli fosse, ammise che Peter Jackson avrebbe battuto qualunque massimo in circolazione.
Non trovando avversari, Jackson si imbarcò per il Regno Unito, dove arrivò a fregiarsi del Titolo dell'Impero Britannico, difendendo il quale si procurò l'infortunio che gli accorciò la vita.
Durante il match con Frank Slevin, infatti, due costole gli bucarono un polmone.
Si ritirò dal pugilato, ma il richiamo del denaro lo fece tornare per affrontare il gigantesco Jim Jeffries.
Malato e ben distante dal pugile che era stato, riuscì a tenere il ring per soli tre round.
Tornato in Australia, morì nel 1901 a 40 anni, vittima di tubercolosi, malattia contratta anche in seguito all'infortunio di nove anni prima.